# Pandesma submurina
Pandesma submurina là một loài bướm đêm trong họ Erebidae.